# Jariyan al Batnah

Jariyan al Batnah (em árabe: جريان الباطنة) foi um município do Qatar.. Em 2004 foi dividido entre os municípios de Ar Rayyan e Al Wakrah..
Sua capital era a cidade de Umm Bab.